# Laáb Mátyás
Laáb Mátyás (horvátul Matijaš Laáb) (Bezenye, 1746. k. – Mosonújfalu, 1823. augusztus 7.) nyugat-magyarországi horvát író, fordító és katolikus pap. Műve az első gradišćei nyelvű Újszövetség-fordítás.

## Élete
Mosonmagyaróvár közelében született. Az esztergomi püspökség területén szentelték pappá és a kezdetekben ott is működött. 1790-ben felvételt nyert a győri püspökségbe és Siklósd káplánja volt négy évig. Utána Hidegség plébánosaként dolgozott hat esztendeig, míg végül 1797-ben megkapta Mosonújfalu plébániáját. Itt halt meg 76 esztendős korában.
Első nyomtatott művét 1814-ben írta, egy horvát nyelvű kis katekizmust, amely egy korábbi mű átdolgozása volt. Laáb a nyugat-magyarországi horvátok irodalmi nyelvének megreformálásán gondolkodott, ezért a vulkapordányi plébánossal, Mikács Jánossal dolgozott közösen, aki felügyelte a helyi horvát szakrális könyvek kiadását. Támogatást keresett továbbá Vilt József győri püspöknél is, akivel utóbb nézeteltérése támadt.
Már a kis katekizmus megírása előtt előállt fő művével az Újszövetséggel, amit éveken keresztül fordíthatott. A fordítás hitelesítése végett a kéziratot Zágrábba küldték Verhovácz Miksa püspökhöz, ami viszont visszatetszést váltott ki Vilt püspökben és a magyarországi cenzúra sem járult hozzá az Újszövetség megjelentetéséhez.
1813-ban visszajuttatták számára a kéziratot. Ebből ma csak a János evangéliuma maradt fenn. 1820-ban lefordította a nagy katekizmust, mint utolsó művét.

## Művei
- Az Újszövetség gradišćei horvátul (1812)
- Krátka summa velíkoga óbcsinszkoga katekízmusa za ucsnyu mláje druzsíne gornyih Ug'rszki Horvátov (A nagy általános katekizmus rövid tana a felső-magyarországi horvát családok okítására), 1814
- Véliki óbcsinszki katekizmus za górnye Ugrszke Horváte (Nagy általános katekizmus a felső-magyarországi horvátok számára), 1820